# Raúl Argemí
Raúl Argemí (ur. 1946 w La Plata) – argentyński pisarz, obecnie mieszkający w Barcelonie. Wielokrotnie nagradzany autor powieści kryminalnych i noir, którego twórczość tłumaczona była na francuski, włoski, niemiecki i holenderski.

## Życiorys
Raúl Argemí urodził się w mieście La Plata, stolicy prowincji La Plata, położonym ok. 50 km na południu od Buenos Aires. W młodości zajmował się teatrem, jako autor sztuk i reżyser. W początkach lat 70. brał udział w walkach zbrojnych w Argentynie, po stronie ruchu ERP 22 Sierpnia, frakcji Rewolucyjnej Armii Ludu. W roku 1974 został oskarżony o posiadanie broni i materiałów wybuchowych oraz o fałszowanie dokumentów. Lata dyktatury wojskowej (1976-83) spędził w więzieniu, uwolniony w 1984, wraz z amnestią po powrocie demokracji.
Po wyjściu na wolność rozpoczął karierę dziennikarską. W Buenos Aires współpracował m.in. z „Le monde diplomatique. Edición Cono Sur” (wydanie dla Argentyny, Urugwaju i Paragwaju), a następnie, w 1986 roku wyjechał na prowincję, do Patagonii, gdzie pisał dla regionalnej prasy. To wtedy zafascynował go patagoński pejzaż, który odtąd często bywał scenerią jego książek. W 1996 roku opublikował swoją debiutancką powieść El gordo, el francés y el ratón Pérez.
W 2000 roku Argemí zdecydował się przeprowadzić do Hiszpanii, gdzie jego domem stała się Barcelona. To tam nabrała tempa jego kariera pisarska. Opublikował kolejne, dobrze przyjmowane i nagradzane powieści kryminalne. W 2004 roku wydał powieść Penúltimo nombre de guerra, która została nagrodzona prestiżową nagrodą im. Dashiella Hammetta na festiwalu Semana Negra w Gijón.

## Twórczość
- El gordo, el francés y el ratón Pérez, Buenos Aires 1996, wyd. Catálogos.
- Los muertos siempre pierden los zapatos. Sevilla 2002, wyd. Algaida. (XXI Nagroda Felipe Trigo dla najlepszej powieści)
- Negra y Criminal, Barcelona 2003, wyd. Zoela (Powieść napisana przez 12 różnych autorów, m.in.: Andreu Martína, Alicię Giménez Bartlett, Francisco Gonzáleza Ledesmę, Jaume Riberę)
- Penúltimo nombre de guerra, Sevilla 2004, wyd. Algaida (Nagroda Dashiella Hammetta 2005, XIII Międzynarodowa Nagroda Luisa Berenguera dla najlepszej powieści, Nagroda Brigada 21 dla najlepszej powieści napisanej po kastylijsku w 2005 roku, Nagroda Novelpol 2005)
- Patagonia Chu Chu, Sevilla 2005, wyd. Algaida. (VII Nagroda dla utworów prozatorskich im. Francisca Garcíi Pavona)
- Siempre la misma música, Sevilla 2006, wyd. Algaida. (XXVIII Nagroda Tigre Juan, 2005)
- Retrato de familia con muerta, Barcelona, 2008. Roca. (Nagroda L'H Confidencial 2008)
- La última caravana, Barcelona 2008, wyd. Edebé.
- Matar en Barcelona, Barcelona 2009, wyd. Alpha Decay (antologia opowiadań, różni autorzy).
- El ángel de Ringo Bonavena, Barcelona 2012, wyd. Edebé.